# Nachi-Wasserfall
Der Nachi-Wasserfall (japanisch 那智滝, Nachi-no-taki, auch 那智大滝, Nachi-no-ōtaki) ist mit einer Fallhöhe von 133 m der höchste Wasserfall Japans mit nur einem Gefälle. Die mittlere Breite des Nachi-Wasserfalls ist etwa 13 m. Er befindet sich innerhalb des Yoshino-Kumano-Nationalparks in der Präfektur Wakayama, in der Nähe des Schreins Kumano Nachi-Taisha.
Zusammen mit den Kegon-Fällen und dem Fukuroda-Wasserfall gehört er zu den „Drei berühmten Wasserfällen Japans“ (日本三名瀑, Nihon sanmeibaku).